# Jōkei
Pour l’article homonyme, voir Higo Jōkei.
Jōkei (定慶), également nommé Jōkei I ou dai busshi Jōkei (littéralement le « grand busshi Jōkei ») était un sculpteur bouddhique membre de l’école Kei, actif à la fin du XIIe siècle et au début du XIIIe siècle. Ses statues de deux Niō et de Yuima au Kōfuku-ji sont classés trésor national du Japon.

## Biographie
L’ascendance de Jōkei n’est pas précisément connue, diverses hypothèses en faisant l’apprenti de Kōkei, d’Unkei ou bien encore un pseudonyme employé par le second fils d’Unkei, Kōun. L’existence d’un autre busshi de l’école Kei portant le même nom au XIIIe siècle ajoute à la confusion ; ils sont communément nommés par les spécialistes Jōkei I et Jōkei II.
Toutefois, l’appartenance de Jōkei à l’école Kei ne fait aucun doute ; il prend avec ses collègues part aux restaurations du Kōfuku-ji de Nara, détruits en 1180 lors de la guerre de Genpei. Sa technique et son style remarquable s’inscrivent dans la lignée d’Unkei, réaliste et énergique, mais Jōkei s’inspire fortement des sculptures chinoises Song, créant un style plus personnel. Les statues de Yuima et Monju au kondō de l’Est du Kōfuku-ji constituent un exemple de son art : Yuima est représenté comme un vieil homme vigoureux et robuste, installé sur un piédestal rectangulaire à motif de lion de goût plutôt chinois. Il l’a réalisé en 53 jours en 1196, d’après une inscription retrouvée à l’intérieur de l’œuvre. Un autre travail notable de Jōkei sont les deux Niō (ou Kongō Rikishi, rois gardiens) debout au Kōfuku-ji, exprimant par la posture et la tension des muscles violence et impression de mouvements. Parmi les autres statues qui lui sont communément attribuées figurent Taishakuten et Bonten sculptés en 1201 ou 1202 et un Miroku bosatsu réalisé en 1212, au Kōfuku-ji, ainsi que des masques de bugaku au sanctuaire shinto Kasuga-taisha datant de 1184.

## Galerie

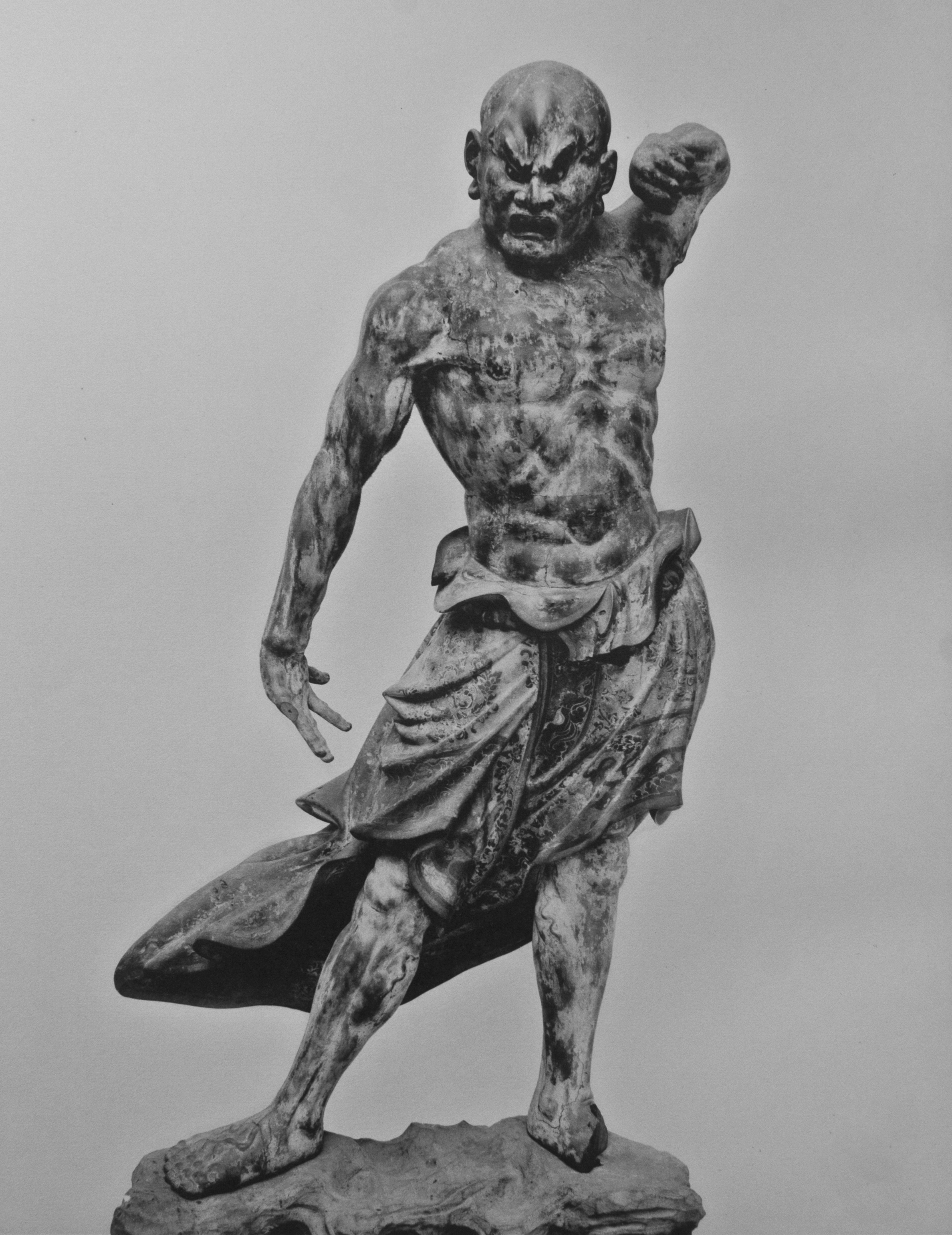
Agyō, un des deux Kongō Rikishi du Kōfuku-ji. Vers 1190-1199.
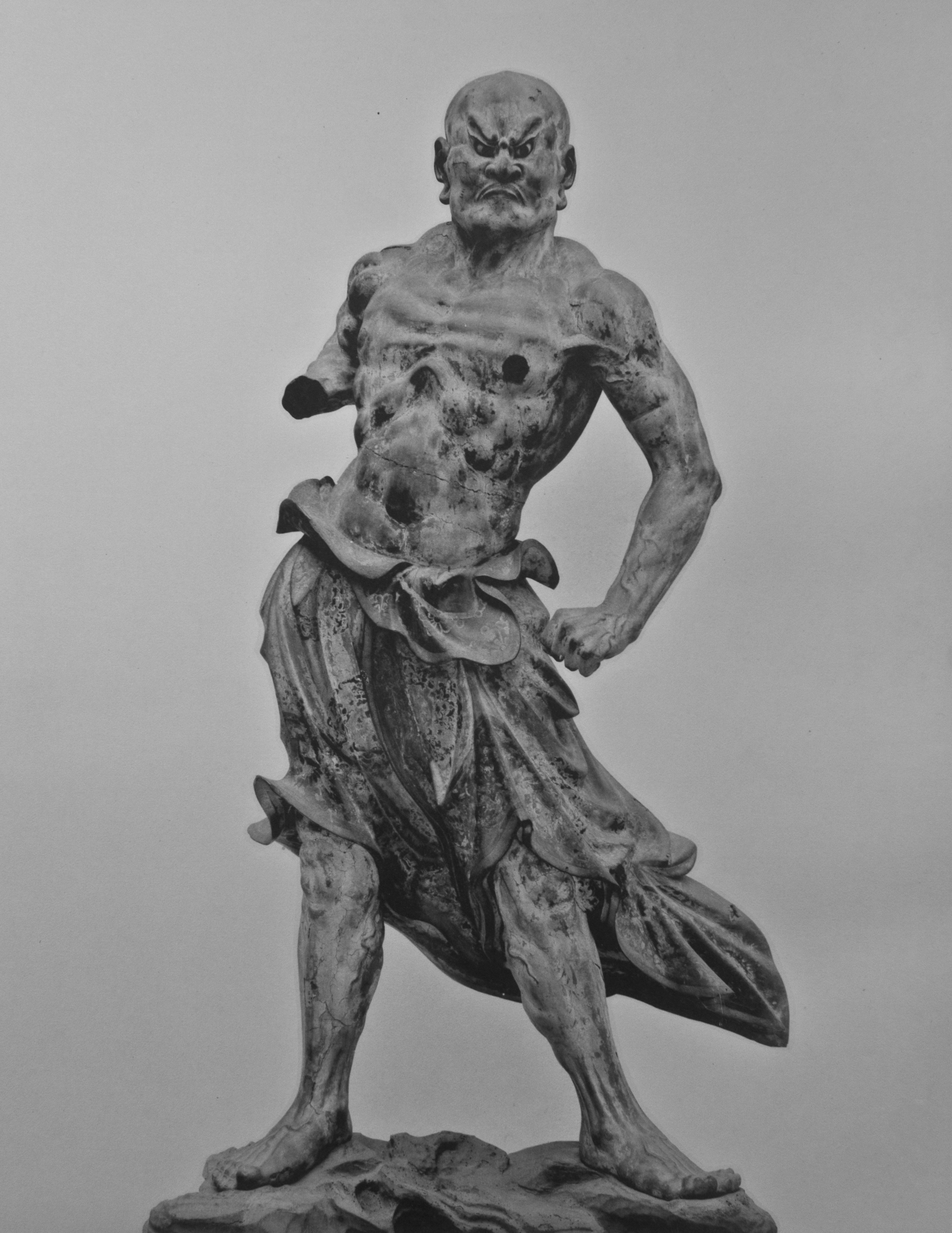
Ungyō, le second Kongō Rikishi du Kōfuku-ji. Vers 1190-1199.
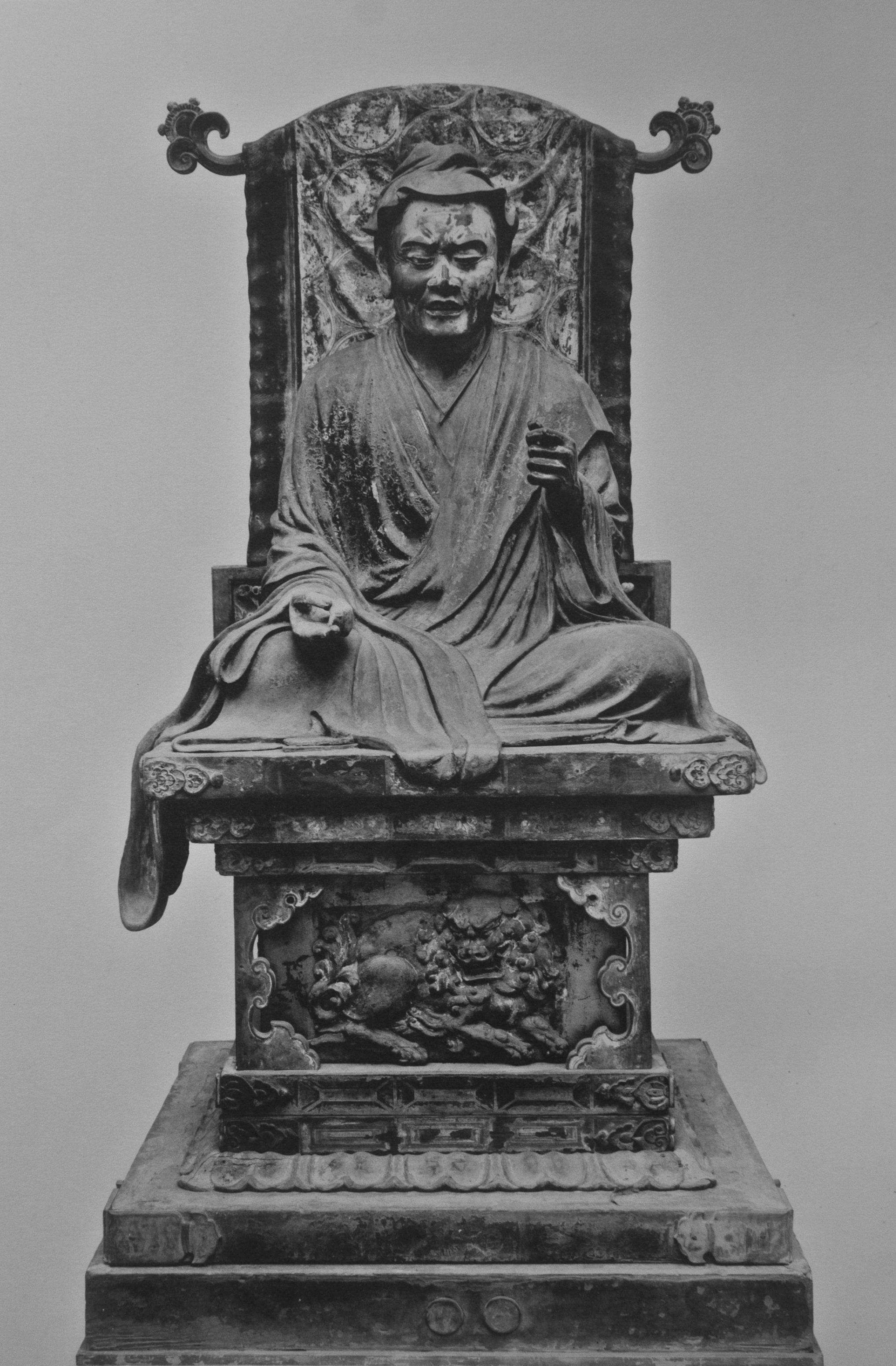
Yuima. Kōfuku-ji, 1996.

## Sources et références
1. 1 2  (en) Hisashi Mōri, Sculpture of the Kamakura period, vol. 11, Weatherhill, coll. « Heibonsha Survey of Japanese Art », 1974 (ISBN 978-0-8348-1017-4), p. 89-92
2. ↑  (en) Penelope E. Mason et Donald Dinwiddie, History of Japanese art, Pearson-Prentice Hall, 2005, 432 p. (ISBN 978-0-13-117601-0), p. 192-193
3. ↑  (en) Seiroku Noma, The Arts of Japan : Ancient and Medieval, Kodansha International, 2003 (lire en ligne), p. 85, 272
4. ↑  (en) Laurance P. Roberts, A Dictionary of Japanese artists : painting, sculpture, ceramics, prints, lacquer, Trumbull, Weatherhill, 2005, 299 p. (ISBN 978-1-891640-19-3), p. 88